# Mamusha
Mamushë (Servisch: Мамуша/Mamuša; Turks: Mamuşa) is een gemeente in het Kosovaarse district Prizren. Mamuşa is in 2008 afgesplitst van de gemeente Prizren. De gemeente wordt in grote meerderheid bewoond door etnische Turken.

## Bevolking
|  |

De bevolking van Mamushë is sinds de volkstelling van 1948, toen er 1.352 personen werden geregistreerd, continu toegenomen. Na het uiteenvallen van Joegoslavië en de daaropvolgende Kosovo-oorlog nam het inwonersaantal met ruim 67% toe, vooral als gevolg van binnenlandse migratie. Op 31 december 2019 woonden er naar schatting 5.834 personen in de gemeente.
In 2011 bestond de bevolking nagenoeg uitsluitend uit moslims: 5506 van de 5507 inwoners waren islamitisch, oftewel 99,98% van de totale bevolking.

### Etniciteit
De grootste bevolkingsgroep in Mamushë vormen de etnische Turken. In 2011 bestond 93% van de bevolking uit Kosovaarse Turken. De rest van de bevolking bestond uit Kosovaarse Albanezen en Ashkalije/Roma. Mamusha is de enige van de 38 gemeenten in Kosovo waar de Turken de meerderheid van de bevolking uitmaken.
| Jaar | Turken | Turken | Albanezen            | Albanezen | Anders | Anders | Totaal |
| Jaar | Aantal | %      | Aantal               | %         | Aantal | %      | Totaal |
| ---- | ------ | ------ | -------------------- | --------- | ------ | ------ | ------ |
| 1961 | 1.220  | 76,73  | 367                  | 23,09     | 3      | 0,19   | 1.590  |
| 1971 | 1.794  | 88,02  | 241                  | 11,83     | 3      | 0,15   | 2.038  |
| 1981 | 2.372  | 86,19  | 366                  | 13,30     | 14     | 0,51   | 2.752  |
| 1991 | 2.752  | 93,64  | 159 (inclusief Roma) | 5,41      | 28     | 0,95   | 2.939  |
| 2011 | 5.128  | 93,12  | 327                  | 5,94      | 52     | 0,94   | 5.507  |

Deçan · Dragash · Gjakovë · Ferizaj · Fushë Kosovë · Gllogovc · Gjilan · Gračanica (Graçanicë) · Hani i Elezit · Istog · Junik · Kaçanik · Kamenicë · Klinë · Klokot (Kllokot) · Leposavić (Albanik) · Lipjan · Malishevë · Mamuşa (Mamushë) · Mitrovicë · Novobërdë · Obiliq · Parteš (Partesh) · Pejë · Podujevë · Pristina (Prishtinë, Priština) · Prizren · Rahovec · Ranilug (Ranillug) · Skënderaj · Štrpce (Shtërpcë) · Shtime · Suharekë · Viti · Vushtrri · Zubin Potok (Zubin Potok) · Zvečan (Zveçan)